# Весела Кацарова
Весела Тодорова Кацарова е българска англицистка, професор в Софийския университет „Кл. Охридски“, и преводачка от английски език.

## Биография
Родена е на 4 юли 1944 г. в Перник. Завършва 114-а гимназия с преподаване на английски език в София (1963) и специалност „Английска филология“ в Софийския университет „Кл. Охридски“ (1967).
Преподава английска литература (ХІХ и ХХ в.) в катедра „Англицистика и американистика“, Софийски университет от 1976 г. Провежда лекционен литературен курс по програма „Фулбрайт“ в Северозападен университет, САЩ (2000), а по-късно и в университета в Олбъни, САЩ (2005). Председател на Българското дружество по британистика (2002 – 2006). Заместник-декан на Факултета по класически и нови филологии в Софийския университет (1999 – 2003). Омъжена, с една дъщеря.
Автор е на множество предговори, както и научни статии в български и чуждестранни издания, а също и на множество учебници и помагала за средните училища и гимназиите с преподаване на английски.

## Награди
Награда на Съюза на преводачите в България на националния преглед през 2010 г. за превода на „Златната тетрадка“ на Дорис Лесинг.

### Основни научни трудове
- От неовикторианство към постмодернизъм: Ангъс Уилсън, Университетско издателство „Св. Климент Охридски“, 2003.
- „My Country is the Whole World“: Women in Bulgarian and Anglo-American Literature, съпоставително изследване, изд. „Полис“, 2007.
- English Fiction in the 1970s: Susan Hill and the Problem of Alienation, Университетско издателство „Св. Климент Охридски“, 2009.
- Женската традиция в английската литература: Джордж Елиът, Вирджиния Улф, Дорис Лесинг, Университетско издателство „Св. Климент Охридски“, 2009.
- „Моята родина е целият свят“: жените в българската и англо-американската литература, български вариант на съпоставителното изследване, изд. „Полис“, 2010.

### Учебници
- English through Literature, учебник за 11 клас на английските гимназии, изд. „Просвета“, преиздаден в електронен вариант в 2016.
- Английска граматика, изд. „Летера“, преработено издание 2015.

### Най-значими преведени книги
- Чарлс Дикенс. Домби и син, том ІV на Избрани съчинения, изд. „Народна култура“, 1984.
- Дорис Лесинг. Златната тетрадка, изд. „Летера“, 2008.
- Джордж Елиът. Мидълмарч, изд. „Колибри, 2012.
- Джордж Елиът. Адам Бийд, изд. „Колибри“, 2015.
- Томас Харди. Уесекски истории и други разкази, изд. „Изток-Запад“, 2015.
- Натаниъл Хоторн. Пророчески портрети, изд. „Изток-Запад“, 2017.
- Джордж Елиът. Мидълмарч (издание в два тома), изд. „Лист“, 2023.

### Художествена проза и поезия
- Американски импресии. Скици с молив, разкази и стихове, изд. „Полис“, 2012.
- Уловени мигове, разкази и стихотворни преводи, изд. „Полис“, 2017. ISBN 978-954-796-064-0